# Hoplodrina arenata
Hoplodrina arenata är en fjärilsart som beskrevs av Vorbrodt. Hoplodrina arenata ingår i släktet Hoplodrina och familjen nattflyn. Inga underarter finns listade i Catalogue of Life.